# Preston (Missouri)
Pour les articles homonymes, voir Preston.
Preston est un village du comté de Hickory, dans le Missouri, aux États-Unis,. Situé au centre-est du comté, il est incorporé en 1947.

## Démographie
Lors du recensement de 2010, le village comptait une population de 223 habitants. Elle est estimée, en 2017, à 219 habitants.

## Source de la traduction
- (en) Cet article est partiellement ou en totalité issu de l’article de Wikipédia en anglais intitulé « Preston, Missouri » (voir la liste des auteurs).